# Elisabeth Naske
Elisabeth Naske (* 5. April 1963 in Wiesbaden) ist eine, in Deutschland geborene, österreichische Komponistin und Cellistin.

## Ausbildung und Werdegang
Elisabeth Naske studierte bei Heidi Litschauer am Mozarteum Salzburg Violoncello und schloss im Jahr 1983 mit dem Lehrdiplom ab. Von 1984 bis 1987 setzte sie ihre Ausbildung bis zum Konzertreifediplom am Konservatorium Basel in der Konzertklasse von Thomas Demenga fort und absolvierte anschließend diverse Meisterkurse.
Von 1988 bis 1990 war Elisabeth Naske Mitglied des Gustav Mahler Jugendorchesters unter der Leitung von Claudio Abbado, Václav Neumann und anderen, danach spielte sie regelmäßig in mehreren Kammerorchestern. Im Jahr 1993 gründete sie gemeinsam mit Diane Pascal und Claudia Hofert das Pascal Trio. Von 1998 bis 2003 studierte Elisabeth Naske Komposition bei dem Cellisten Tristan Schulze, mit dem sie auch von 1999 bis 2001 als Duopartnerin gemeinsame Programme gestaltete.

## Werke (Auswahl)
- Das kleine Ich bin ich – Spiel mit Musik nach dem gleichnamigen Kinderbuch von Mira Lobe und Susi Weigl (2001)[2]
- Sindbad, der Seefahrer – Vertonung einer Erzählung aus „Tausendundeine Nacht“ (2003)[2]
- Die Glücksfee – Spiel mit Musik nach dem gleichnamigen Kinderbuch (2004)[2]
- Die feuerrote Friederike – Oper für Kinder in einem Akt nach der gleichnamigen Erzählung von Christine Nöstlinger (2004)[2]
- Der selbstsüchtige Riese – Ballett nach dem gleichnamigen Märchen von Oscar Wilde (2006)[2]
- Die Omama im Apfelbaum – Kinderoper nach dem gleichnamigen Kinderbuch von Mira Lobe und Susi Weigl (2006)[2]
- Die rote Zora – Familienoper in drei Akten nach dem gleichnamigen Jugendbuch von Kurt Held (2007)